# Monte Pila Rocca
Il monte Pila Rocca è una delle cime dei Monti Ernici, toccando alla sua sommità i 1.108 metri. Si trova nel territorio di Piglio.